# Statut d'autonomie du Pays basque
Le Statut d'autonomie du Pays basque (en espagnol Estatuto de Autonomía del País Vasco et en langue basque Euskal Autonomia Erkidegoko Estatutua) désigne la loi qui régit l'organisation institutionnelle de la Communauté autonome du Pays basque. La Communauté autonome basque a connu deux statuts différents : le premier en 1936 et le second, appelé Statut de Guernica, en 1979.

## Statut d'autonomie de 1936
Sous la seconde République, diverses propositions de statut d'autonomie ont été développées. En septembre 1931, le premier projet de statut qui inclut les provinces de Biscaye, du Guipuscoa, d'Alava et de Navarre, soutenu par les carlistes et les nationalistes basques est rejeté par les Cortes constituantes car il outrepasse les limites fixées par la Constitution. Une version modifiée incluant seulement les provinces basques de l'ouest (à la suite du refus exprimé par les représentants des municipalités de Navarre en 1932, à la suite d'un vote contesté) est également rejeté en 1934 par le Gouvernement du Parti Républicain Radical et de la Confédération espagnole des droites autonomes.
Finalement, le statut est approuvé le 1er octobre 1936 alors que la Guerre civile a déjà commencé. Tout comme dans le projet précédent, ce statut n'inclut pas la Navarre. Le premier Gouvernement autonome, présidé par José Antonio Aguirre du Parti nationaliste basque et composé de membres du Parti socialiste ouvrier espagnol, du Parti communiste espagnol, de l'Action nationaliste basque, de la Gauche républicaine et de l'Union républicaine, dure du 7 octobre 1936 au 30 mars 1937. Ce statut est ensuite supprimé par le régime franquiste.

## Statut d'autonomie de 1979
En vertu de la deuxième disposition transitoire de la Constitution espagnole de 1978, la Communauté autonome du Pays basque est considérée comme une « Communauté historique » et peut donc accéder à l'autonomie complète prévue par l'article 151 de la Constitution. De plus, la première disposition additionnelle de la constitution reconnaît l'existence des "droits historiques" des provinces basques, droits qui doivent être remis à jour dans le régime d'autonomie qui va être mis en place. De fait, les conditions d'accès à l'autonomie prévues par l'article 151 de la Constitution, c'est-à-dire un vote des citoyens majoritaire sur le principe même de l'autonomie, n'ont pas été formellement respectées car on a considéré que la volonté de se constituer en communauté autonome avait été démontrée par l'adoption du précédent statut, en 1936. De ce fait, la Communauté autonome basque a accédé de façon automatique au plus haut niveau d'autonomie prévu par la Constitution.
Face à l'impossibilité d'intégrer la Navarre dans un projet commun du fait de l'opposition de la droite traditionaliste navarraise rassemblée autour de l'Union du peuple navarrais (UPN) et de l'ultérieur virage de position des socialistes du PSN-PSOE, l'Assemblée des Parlementaires basques, réunie en mai 1977, approuve la rédaction d'un projet qui est présenté au Gouvernement, au Parlement et devant être approuvé par référendum.

### Processus de rédaction
Après la création de façon provisoire en 1977 des Juntes Générales de chaque "territoire historique" (appellation que possèdent désormais toutes les provinces de la Communauté autonome Basque et de Navarre), un décret royal de janvier 1978 crée le Conseil général basque, organe supérieur du Gouvernement pré-autonomique. Le Conseil est composé de trois représentants de chaque territoire historique, élu au sein de la Junte Générale dudit territoire. L'action du Conseil Général est gênée tant par la multiplication de structures similaires dans le pays que par la réticence du gouvernement central à transférer effectivement du pouvoir. Malgré tout, en accord avec la décision de l'Assemblée des Parlementaires basques, une commission de rédaction d'un avant-projet de statut d'autonomie est constituée en décembre 1978. Cette commission travaille très rapidement, présentant son avant-projet au Gouvernement central dès le 29 décembre 1978, après son approbation par le Conseil Général.

### Caractéristiques
Le Statut de Guernica, approuvé par référendum le 25 octobre 1979, avec un taux de participation de 58,8 % et 90,3 % des suffrages en faveur du "oui", met en place un système parlementaire dans lequel le Lehendakari (Chef du gouvernement) doit obtenir la confiance du Parlement basque. Il est élu par les 75 députés (25 pour chacun des trois territoires historiques qui forment la communauté autonome).
Ce qui différencie le statut d'autonomie de la Communauté autonome basque des autres statuts d'autonomie, ce n'est pas le nombre de compétences transférées (ou qui peuvent être transférées car le processus n'est pas achevé 30 ans après son entrée en vigueur) mais le fait que l'autonomie se base sur la « foralité historique », reconnue par la Constitution espagnole. Grâce à cela, la Communauté autonome basque, en plus d'avoir les pleines compétences dans le domaine de l'éducation, a obtenu un processus de financement unique, basé sur une remise en place du Concierto Económico (accord financier) établi après l'abolition des fors en 1876, qui existait toujours en Álava et en Navarre mais qui avait été supprimé par le régime franquiste à la fin de la guerre civile dans les provinces de Guipuscoa et de Biscaye. De même, le Statut autorise la création d'une police propre, l'Ertzaintza, qui a pour vocation d'être une police intégrale déployée sur tout le territoire. Enfin, ce statut se caractérise par une certaine vision de la foralité qui conduit à mettre en place une organisation territoriale spécifique dans laquelle les Délégations forales ont de telles attributions qu'elles entrent parfois en conflit avec le Gouvernement basque.

### Sources
- (es) Cet article est partiellement ou en totalité issu de l’article de Wikipédia en espagnol intitulé « Estatuto de Autonomía del País Vasco de 1936 » (voir la liste des auteurs).

- (es) Cet article est partiellement ou en totalité issu de l’article de Wikipédia en espagnol intitulé « Estatuto de Autonomía del País Vasco de 1979 » (voir la liste des auteurs).